# 小川流果
小川 流果（おがわ るか、1985年2月2日 - ）は、日本の元AV女優（イオンプロモーション所属）。
東京都出身。身長:156cm。スリーサイズ:B88(G-65)・W58・H86。血液型:O型
趣味・特技:料理、イラスト。

## 略歴・人物
2004年2月にアダルトビデオメーカー・KUKIより『初花』で独占デビューしたAV女優である。
同年11月にはエスワンより『セル初 美巨乳ギリギリモザイク』でセルデビュー。
2005年に引退。

## 出演作品

### アダルトビデオ
2004年
- 初花 （2月29日（レンタル）／4月30日（セル）、KUKI）
- 早熟乳 （3月27日（レンタル）、KUKI）
- 恋リップ みだらな唇 （4月30日（レンタル）、KUKI）
- 放課後スクール （5月24日（レンタル）、KUKI）
- 早熟みるきぃ乳 （6月25日、KUKI） ※『早熟乳』『恋リップ みだらな唇』とオリジナル特典映像を収録したセル作品
- cos☆play （6月27日（レンタル）、KUKI）
- S[サド]×M[マゾ] （7月26日（レンタル）、KUKI）
- 奥までびしょ濡れ （8月27日（レンタル）、KUKI）
- 猥褻ハードコア （9月23日（レンタル）、KUKI）
- colors （10月22日、KUKI） ※『放課後スクール 』『cos☆play』と撮りおろし秘蔵映像を収録したセル作品
- ハードコア （12月22日、KUKI） ※『S[サド]×M[マゾ]』『奥までびしょ濡れ』『猥褻ハードコア』と未公開映像を収録したセル作品
- セル初 美巨乳ギリギリモザイク （11月11日、エスワン）
- 癒し 僕だけのボイン保育園 （12月11日、エスワン）

2005年
- 胸キュン 流果はスケベな子猫ちゃん （1月11日、エスワン）
- ギリモザ 舐めまくり淫乱女教師 （2月11日、エスワン）
- 猥褻拘束マニアックス （3月11日、エスワン）
- ボインお姉さんのはげましとセックス （4月11日、エスワン）
- あなたのオナニーのために （5月19日、エスワン）
- 美巨乳監禁ペット （6月19日、エスワン）
- デジタルモザイク Vol.079 （7月13日、MOODYZ）
- 最高のオナニーのために 21世紀オナニー （8月1日、MOODYZ）
- 叱られ淫語。 （9月1日、MOODYZ）

2006年
- S1 Girls COLLECTION 小川流果 COLLECTION 1 （6月19日、エスワン） ※総集編

2008年
- S1 GIRLS COLLECTION ハイパーギリギリモザイク8時間 小川流果 （4月7日、エスワン） ※総集編
- KUKIピンクファイル あのピンクファイルで魅せる! 小川流果 （11月14日、KUKI） ※『早熟乳』『恋リップ みだらな唇』を収録

### イメージビデオ
- 裸体 （2004年3月25日、シャッフル）

## 書籍

### 写真集
- spinoff 小川流果ファースト写真集（2004年、英知出版、ISBN 4-7542-1578-8）
- 小川流果 デジタル写真集 流果・開花（2005年、LEVEL 4 inc.）